# Thành phố cổ Aleppo
Thành phố cổ Aleppo là trung tâm lịch sử của thành phố Aleppo, Syria. Trước cuộc Nội chiến Syria, nhiều khu vực của thành phố cổ về cơ bản vẫn không thay đổi kể từ khi được xây dựng từ thế kỷ 12 đến thế kỷ 16. Các cuộc xâm lược liên tục và bất ổn chính trị, cư dân của thành phố đã buộc phải xây dựng các khu nhà ở dạng tổ ong và các khu vực có tính độc lập về xã hội và kinh tế. Mỗi khu vực đặc trưng bởi các đặc điểm tôn giáo và dân tộc của khu dân cư đó.
Thành phố cổ Aleppo nằm trong các bức tường và các khu nhà ở cũ giống như dạng tổ ong bên ngoài các bức tường có diện tích xấp xỉ 350 hécta (860 mẫu Anh; 3,5 km2), là nơi sinh sống của 120.000 cư dân. Đặc trưng bởi những khu nhà lớn, những con hẻm chật hẹp, những khu chợ Hồi giáo (souq) được bao bọc, và những quán trọ lữ hành cổ có sân trong rộng (Caravanserai). Thành phố cổ Aleppo được UNESCO công nhận là Di sản thế giới từ năm 1986.
Al-Madina Souq là khu chợ lịch sử có mái che lớn nhất thế giới. Nhiều khu vực trong khu chợ này cùng các tòa nhà thời Trung Cổ khác trong thành phố cổ đã bị phá hủy hoặc thiêu rụi do cuộc đụng độ giữa Quân đội Syria và lực lượng phiến quân của Jabhat al-Nusra trong trận Aleppo vào ngày 25 tháng 9 năm 2012. Tháng 1 năm 2014, các nhóm đối lập của Mặt trận Hồi giáo đã nhận trách nhiệm phá hủy một loạt các tòa nhà lịch sử lớn đang được Quân đội Syria sử dụng làm căn cứ bao gồm cung tòa án, khách sạn Carlton và tòa nhà cũ của hội đồng thành phố. Tổng cộng có khoảng 30% thành phố cổ Aleppo đã bị phá hủy trong trận chiến.

### Souq và khan

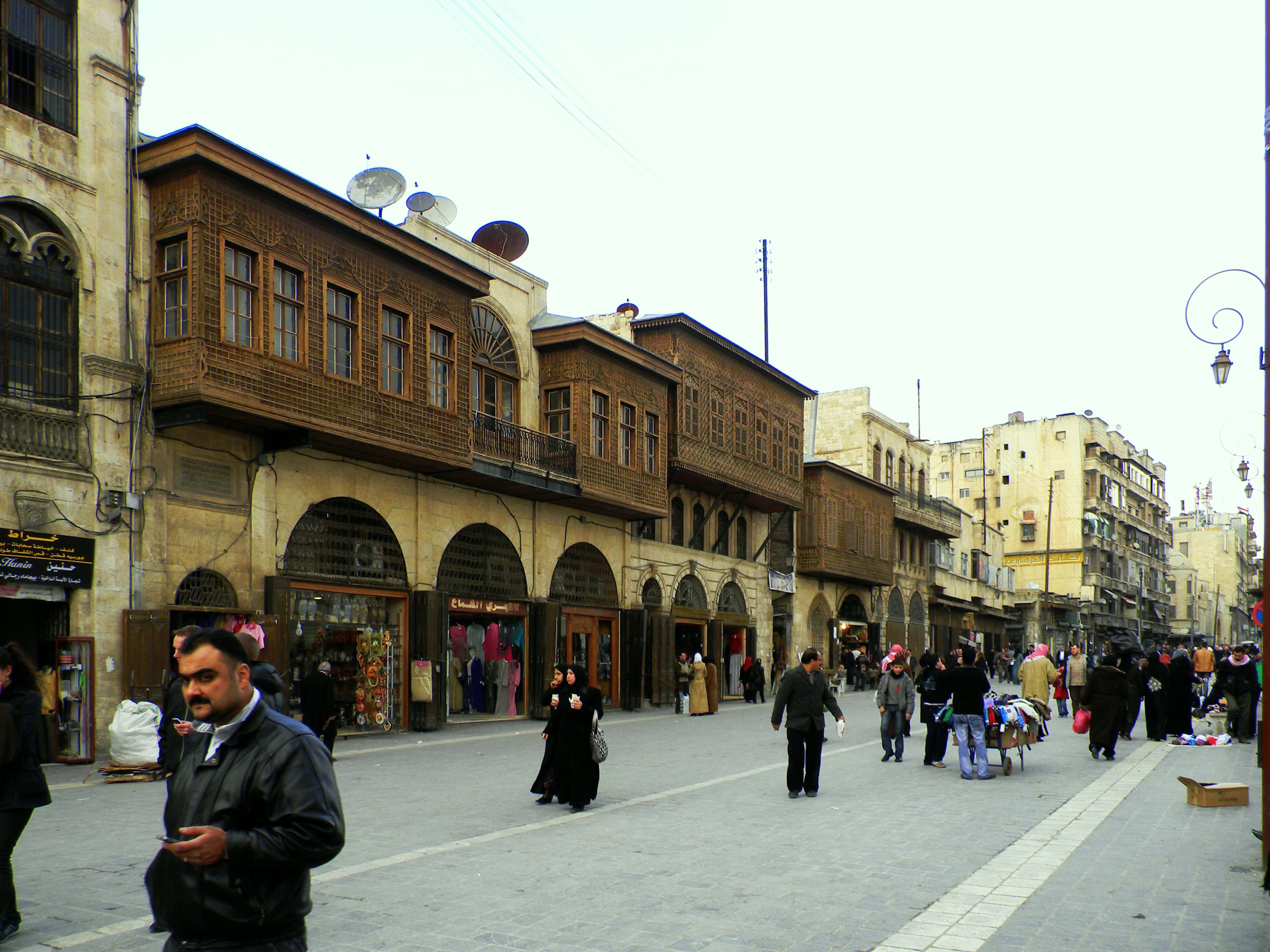
Lối vào Al-Madina Souq
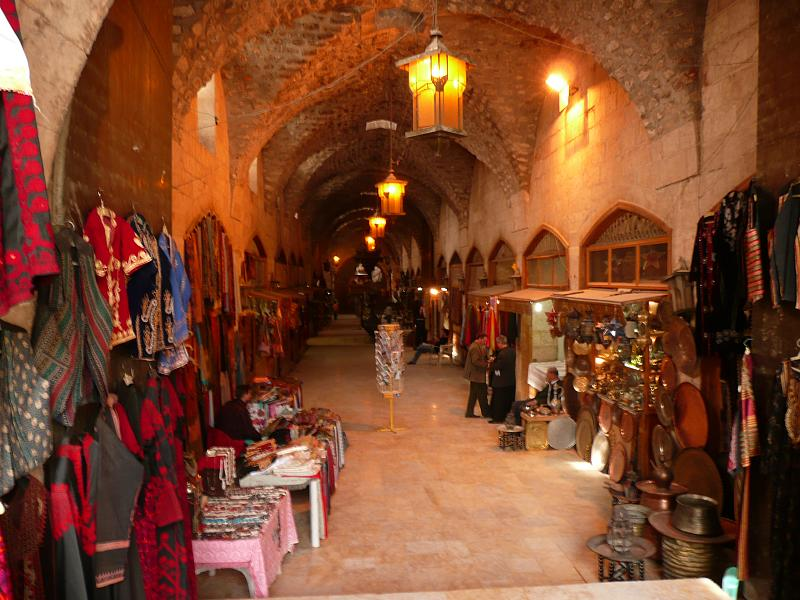
Khan al-Shouneh
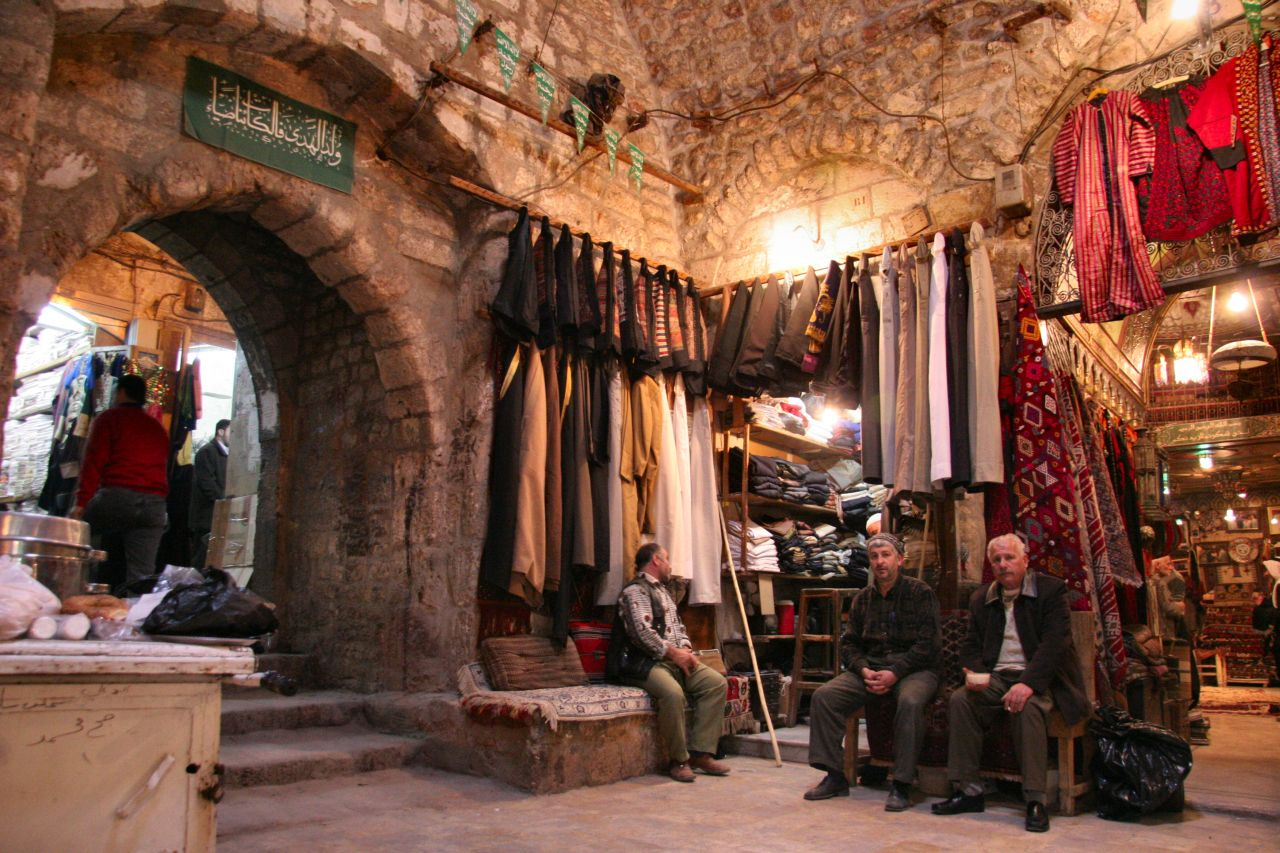
Souq al-Hiraj
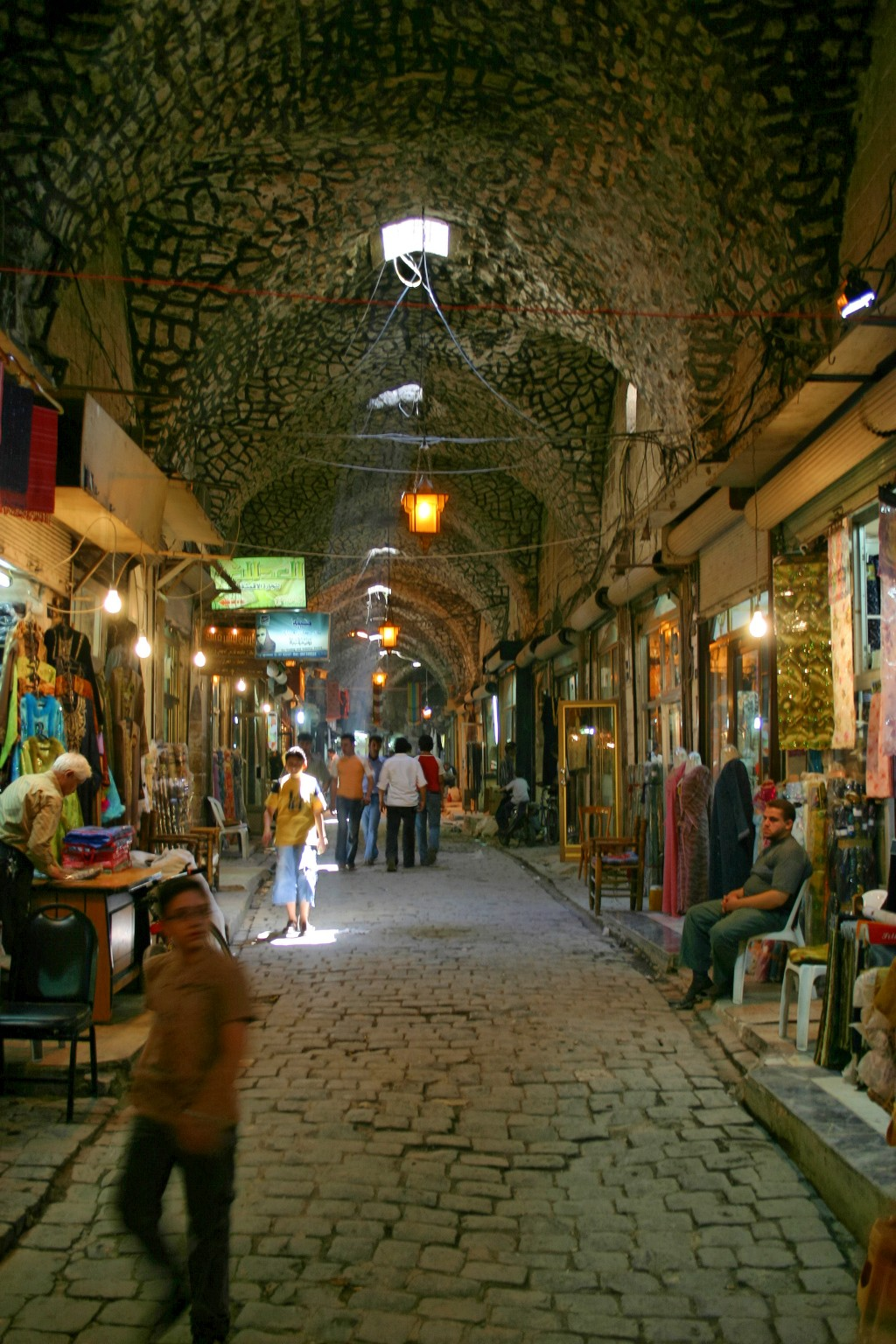
Souq al-'Atmah
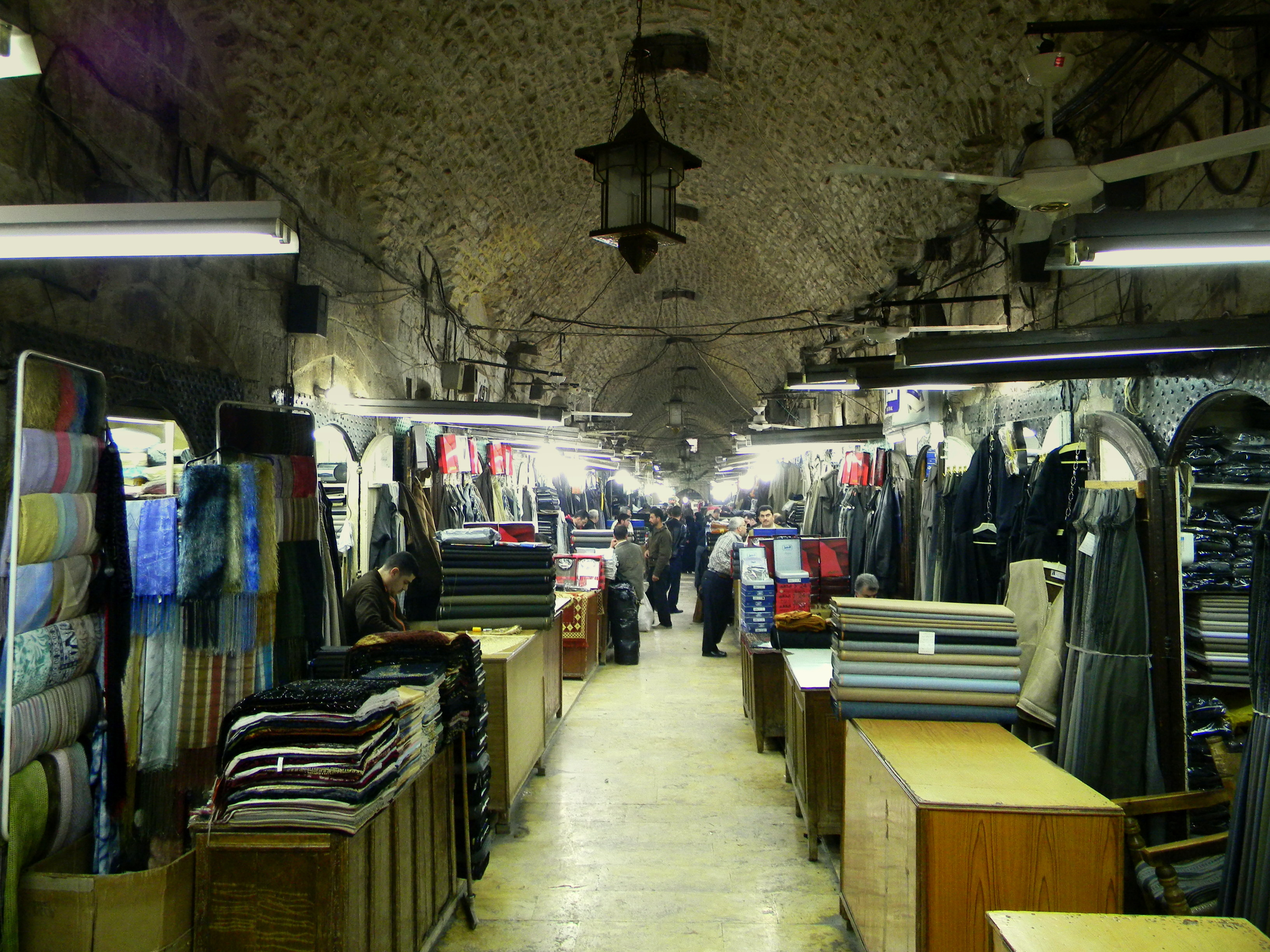
Souq al-Dira'
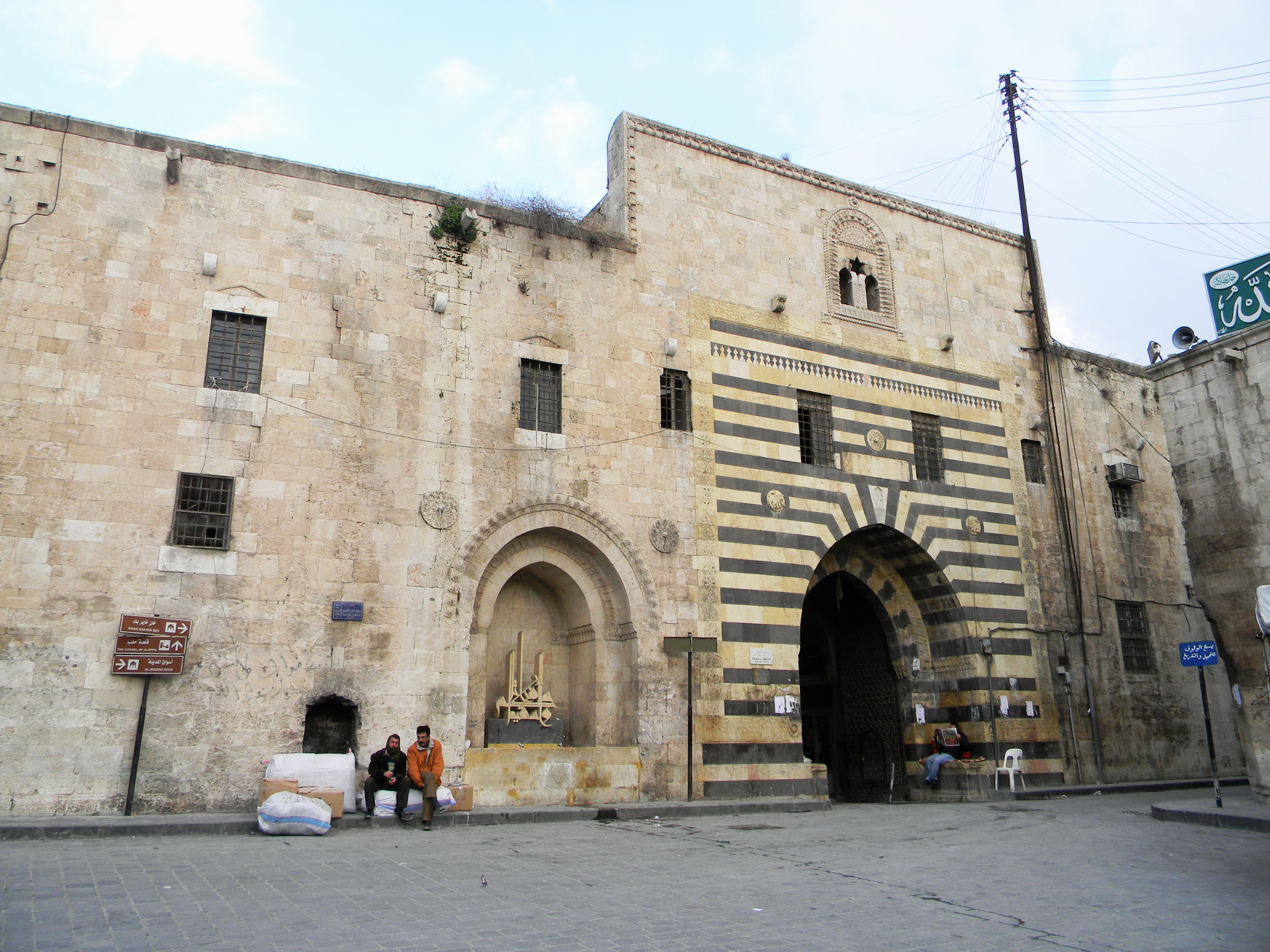
Khan al-Wazir

### Tòa nhà lịch sử

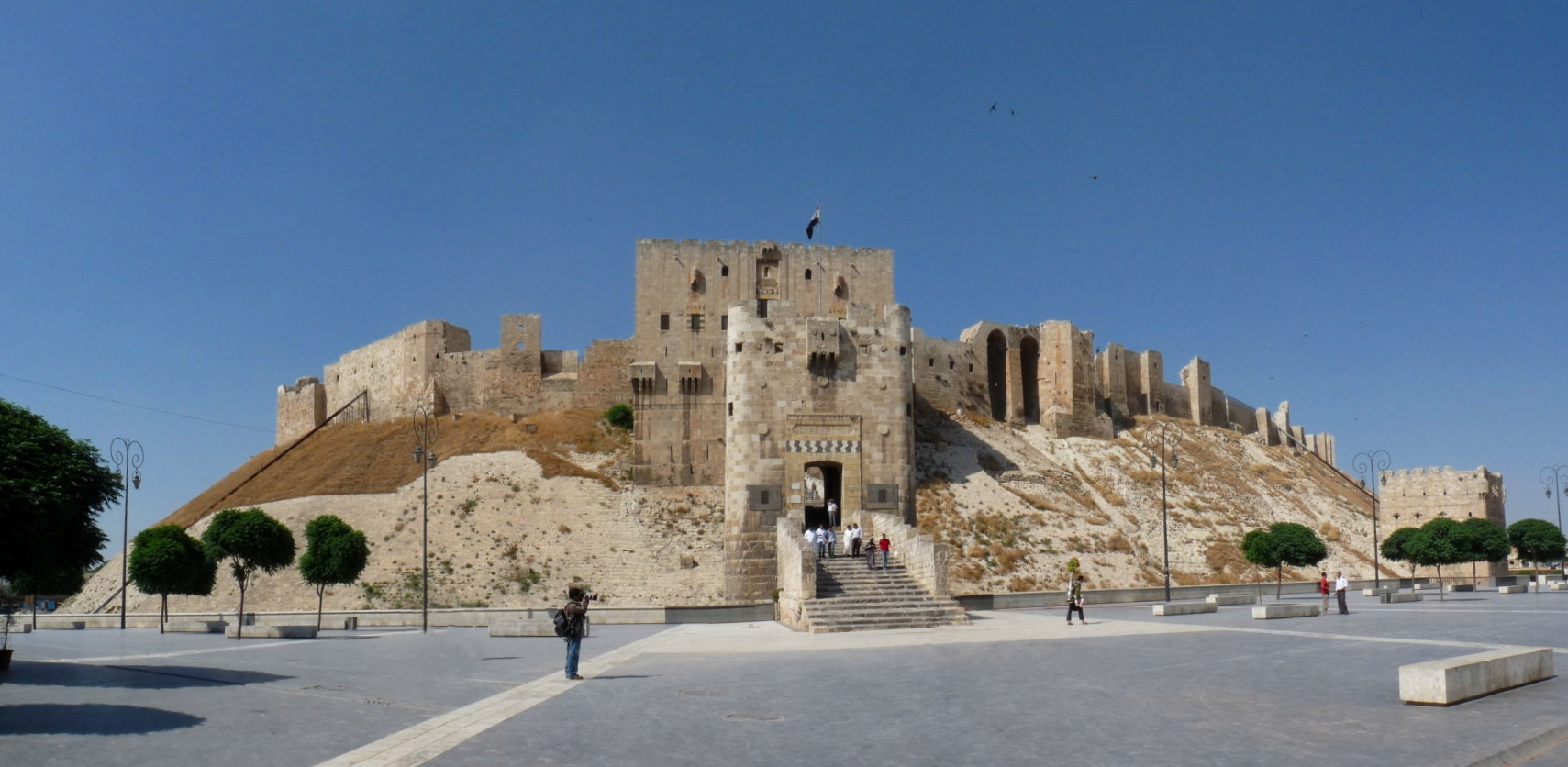
Thành cổ của Aleppo
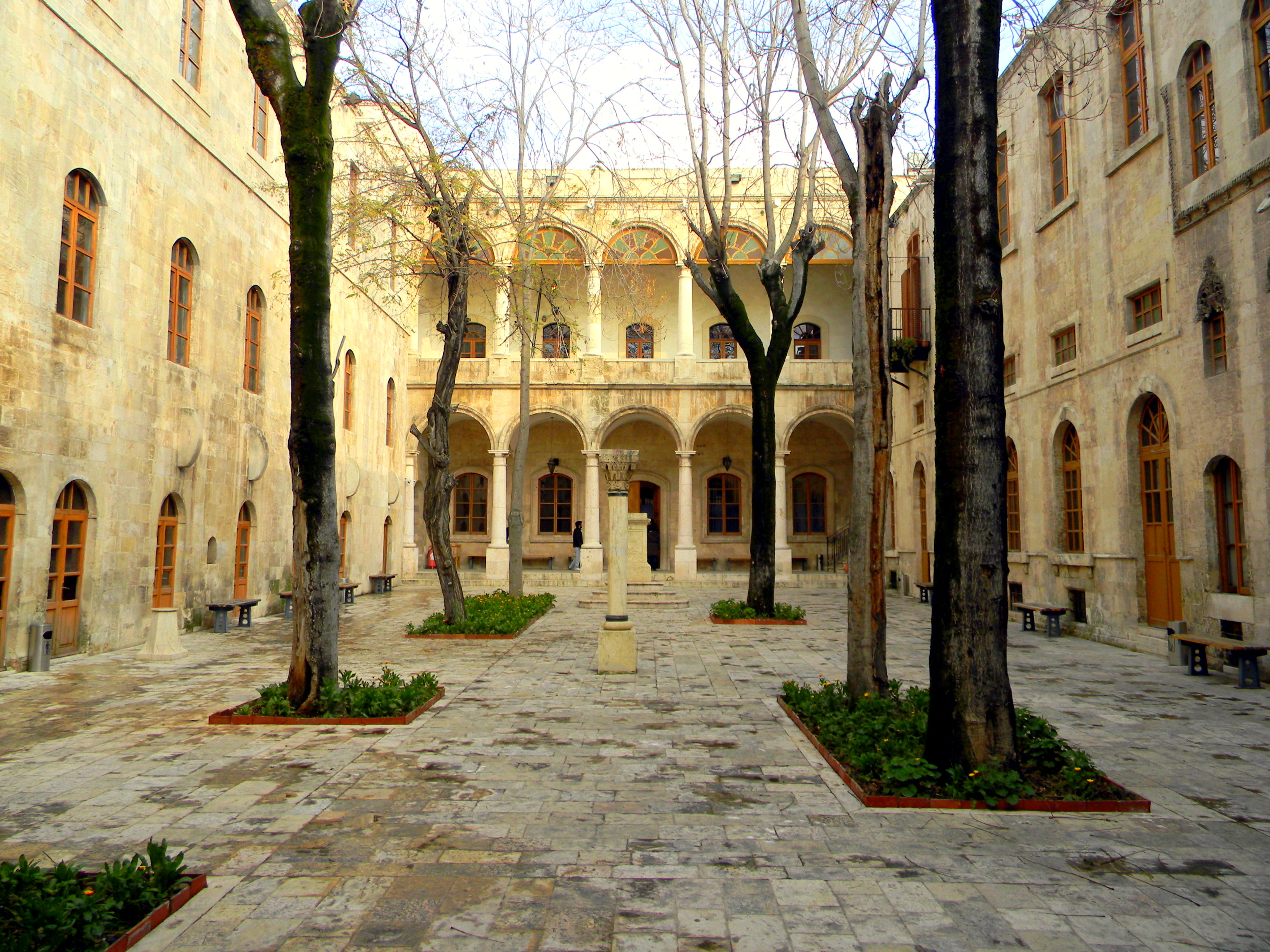
Nhà thờ Al-Shibani
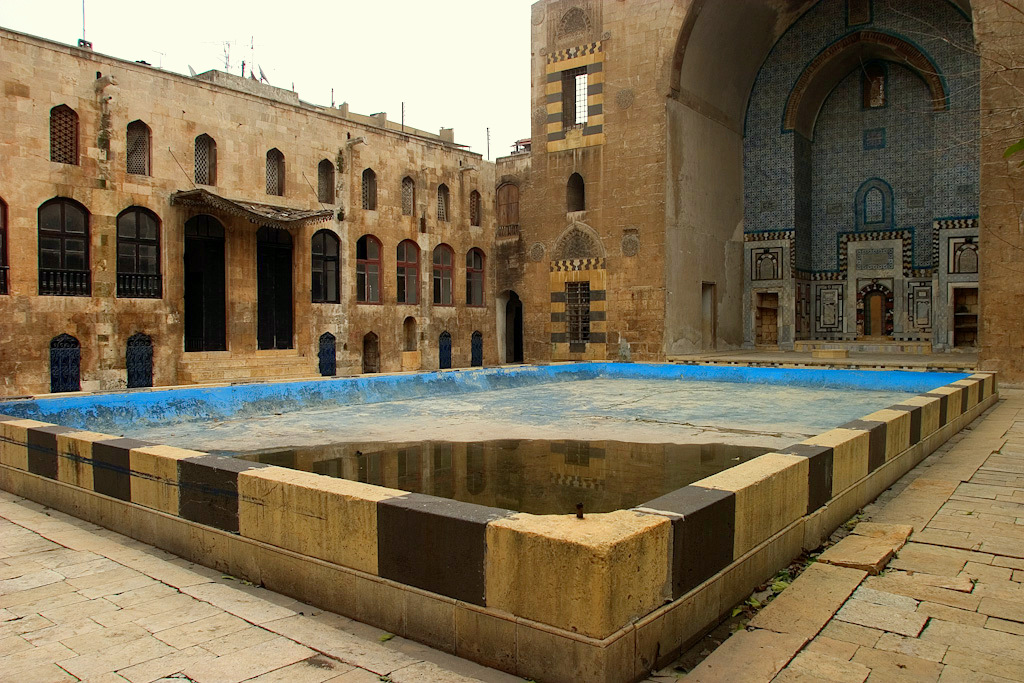
Cung điện Junblatt
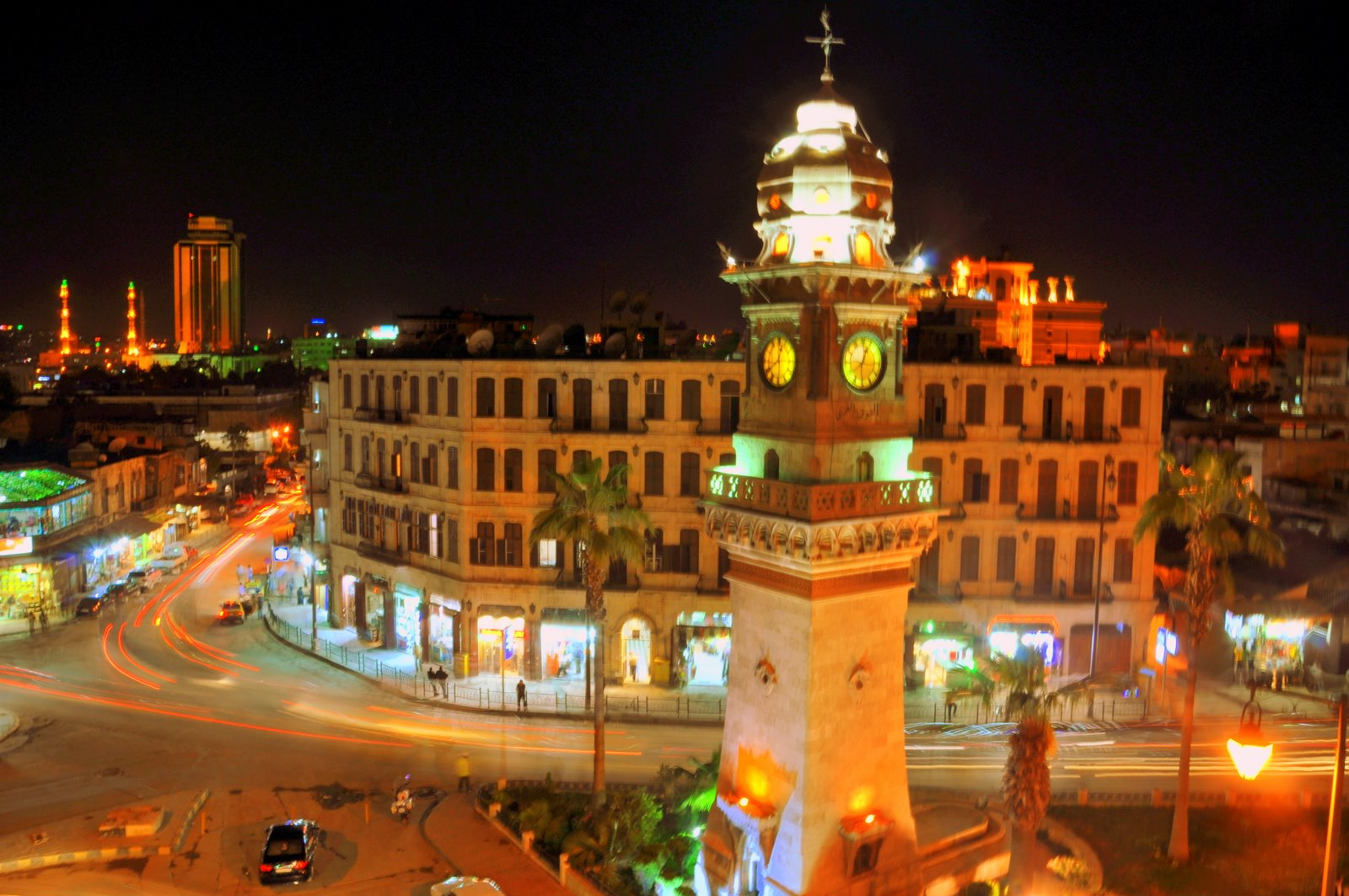
Tháp đồng hồ Bab al-Faraj về đêm
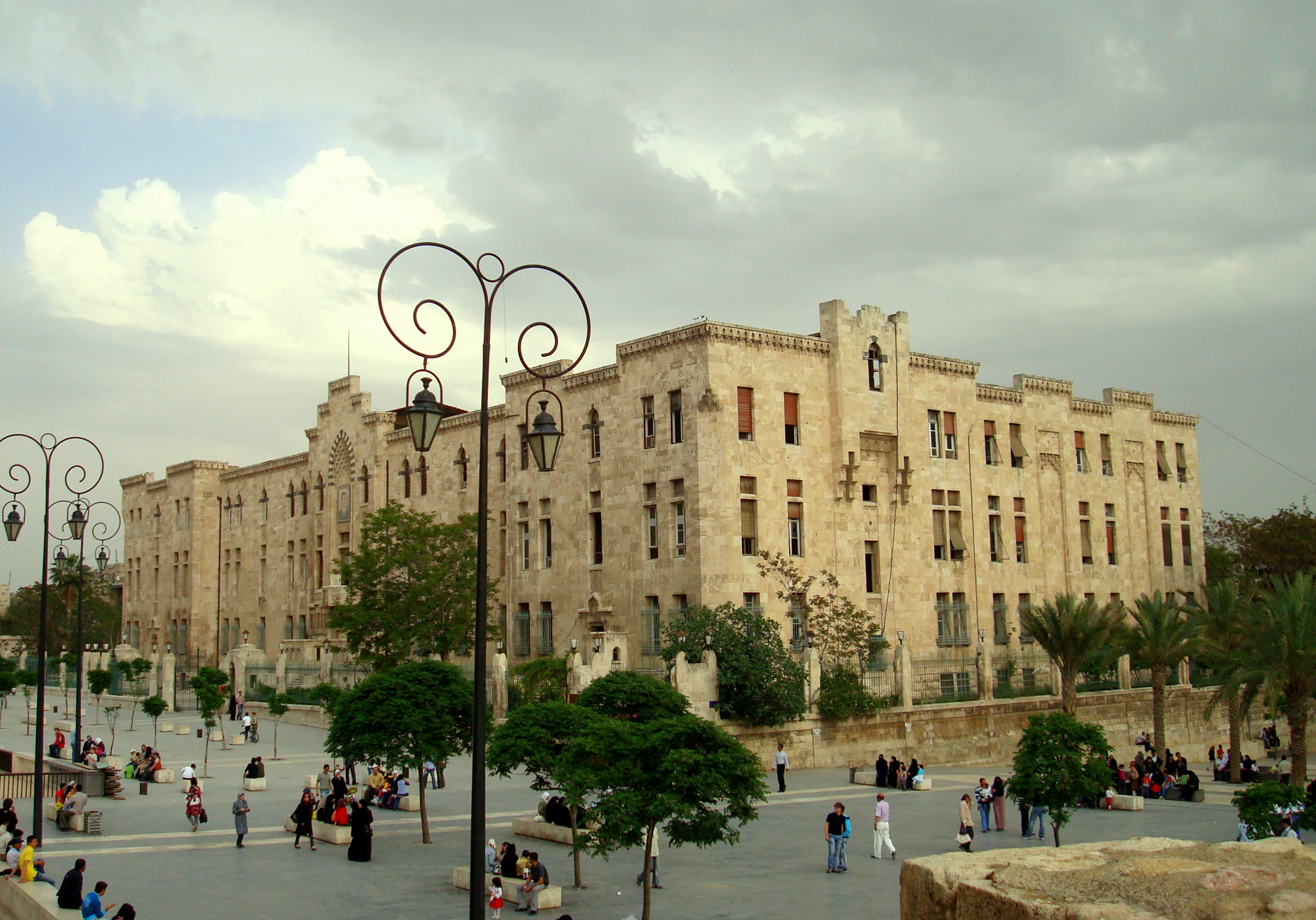
Đại cung điện của Aleppo
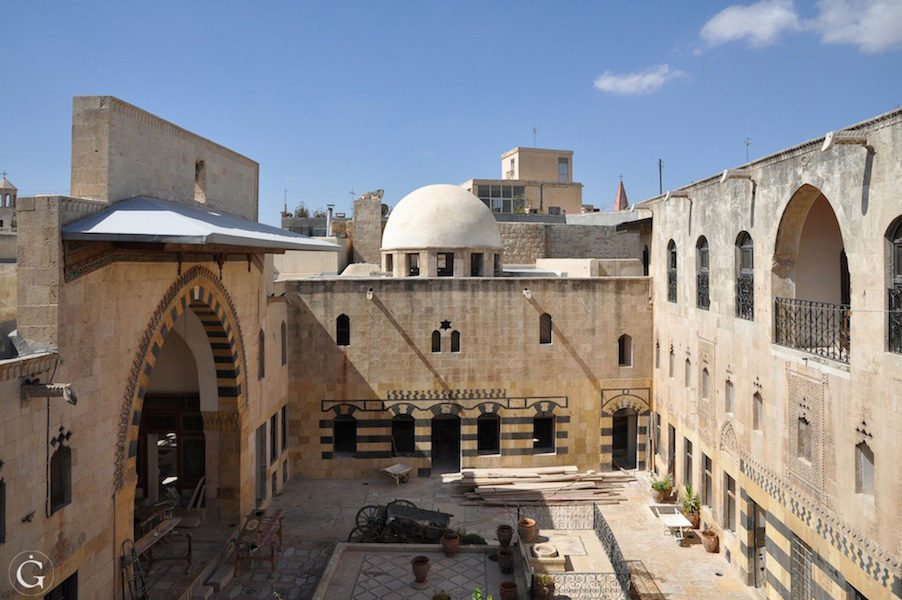
Sân trung tâm của Beit Ghazaleh